# Барсегян, Карен Андраникович
Карен Барсегян (арм. Կարեն Բարսեղյան; род. 15 марта 1975, Армения) — армянский футбольный тренер и футболист. Известен как главный тренер и руководитель ряда армянских футбольных клубов, а также как один из основателей футбольного клуба «Ван».

## Биография
Карен Барсегян начал профессиональную карьеру футболиста в начале 1990-х годов. В 1993 году стал чемпионом Армении в составе ереванского «Арарата», а также трижды выигрывал Кубок Армении (1993, 1994, 1997). В разные годы выступал за клубы в Армении, Иране и Ливане, в том числе за ФК «Арарат» (Тегеран), ФК «Бананц», ФК «Котайк», ФК «Импульс» и ФК «Гандзасар».
Выступал за молодежную сборную Армении (10 матчей, 4 гола) и провел 2 матча за национальную сборную Армении и забил 1 гол.

## Тренерская карьера
С 2006 года Барсегян начал тренерскую карьеру в качестве ассистента, а позднее и главного тренера. Работал с рядом ведущих армянских клубов:
- Арарат (Ереван) (ассистент, 2006–2009)
- ФК «Импульс-2» (главный тренер, 2010)
- ФК «Улисс» и «Улисс-2» (2011–2014)
- ФК «Алашкерт» (несколько периодов с 2016 по 2022)
- ФК «Гандзасар» (2016–2017, с 2022 по н.в.)
- Национальные сборные Армении (U17, U18, U21, ассистент основной сборной)

В 2019 году Карен Барсегян стал одним из основателей футбольного клуба «Ван» (Чаренцаван), одновременно занимая должности вице-президента и главного тренера клуба. Клуб дебютировал в Первой лиге Армении в 2019 году в матче против дубля команды «Арарат-Армения». В этом же году клуб стал чемпионом, получив право выступать в высшем дивизионе Армении.
В кубке Армении клуб дебютировал в 2019 году в матче первого круга против клуба «Арагац» из Аштарака, разгромив соперника со счётом 0:6.
В августе 2020 года клуб дебютировал в Премьер-Лиге против «Гандзасара». По итогу сезона «Ван» занял 6-е место, оставшись в Премьер-Лиге.

### Достижения как тренера
- Чемпион Первой лиги Армении с ФК «Гандзасар» — 2024
- Чемпион Армении с ФК «Улисс» — 2011
- Чемпион Первой лиги с ФК «Улисс-2» — 2011
- Чемпион Первой лиги с ФК «Импульс» — 2010
- Бронзовый призёр чемпионата Армении с Арарат (Ереван) — 2009

## Лицензии и квалификации
- Категория PRO (UEFA) — 2016
- Категория A — 2012
- Категория B — 2010
- С 2023 года — курс технического директора (при поддержке Федерации футбола Армении и Double Pass)